# Worcester Academy
Worcester Academy ist eine private, religiös neutrale Bildungsinstitution in Worcester im Bundesstaat Massachusetts (USA). Die Schule ist unterteilt in eine middle school (6. bis 8. Klasse) mit ungefähr 150 Schülern und eine upper school (9. bis 12. Klasse) mit ungefähr 500 Schülern. Zusätzlich besteht auch die Möglichkeit, sich als sogenannter postgraduate einzuschreiben (dies wird vor allem von Leuten genutzt, die eine (erneute) College-Bewerbung schreiben wollen). Derzeit sind ungefähr 80 Schüler aus 10 Nationen eingeschrieben.
Das Motto der Schule ist der griechische Satz "Έφικνού τών Καλών" (in eng. "Achieve the Honorable"), der sich in etwa mit "Erreiche das Ehrenwerte" übersetzen lässt.

## Geschichte
Gegründet wurde die Schule 1834 unter dem Namen Worcester County Manual Labor High School, wurde jedoch 13 Jahre später in Worcester Academy umbenannt. 1869 nahm die Schule Sitz an ihrer jetzigen Stätte, auf dem Union Hill in Worcester. Bis 1856 und auch in den Jahren 1890 bis 1974 war die Schule für Frauen nicht offen, ist seither aber gemischt.
1987 wurde der Schule eine middle school hinzugefügt (vorher bot sie nur den Besuch der upper school an) und im Jahre 1996 kam die 6. Klasse dazu.

## Campus

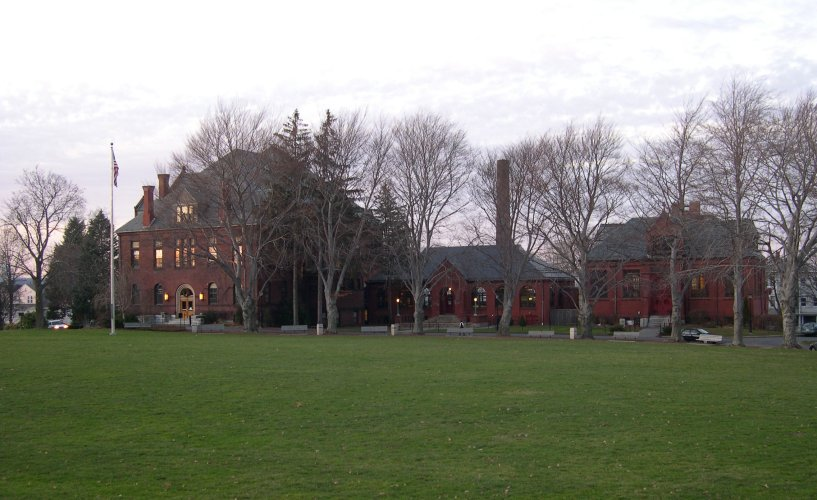
Ansicht von der Walker Hall, Megaron und der Adams Hall (von links nach rechts)

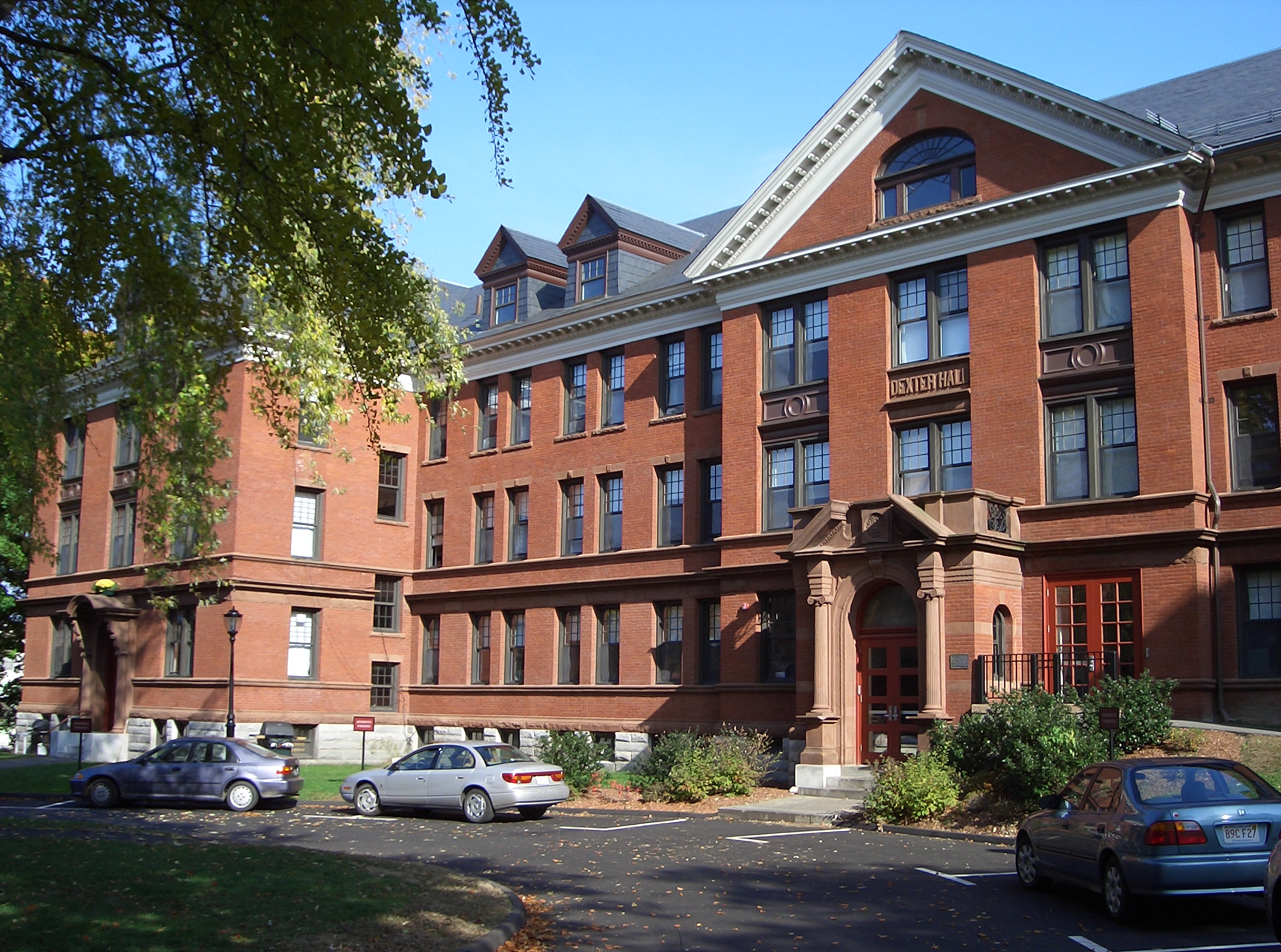
Dexter Hall

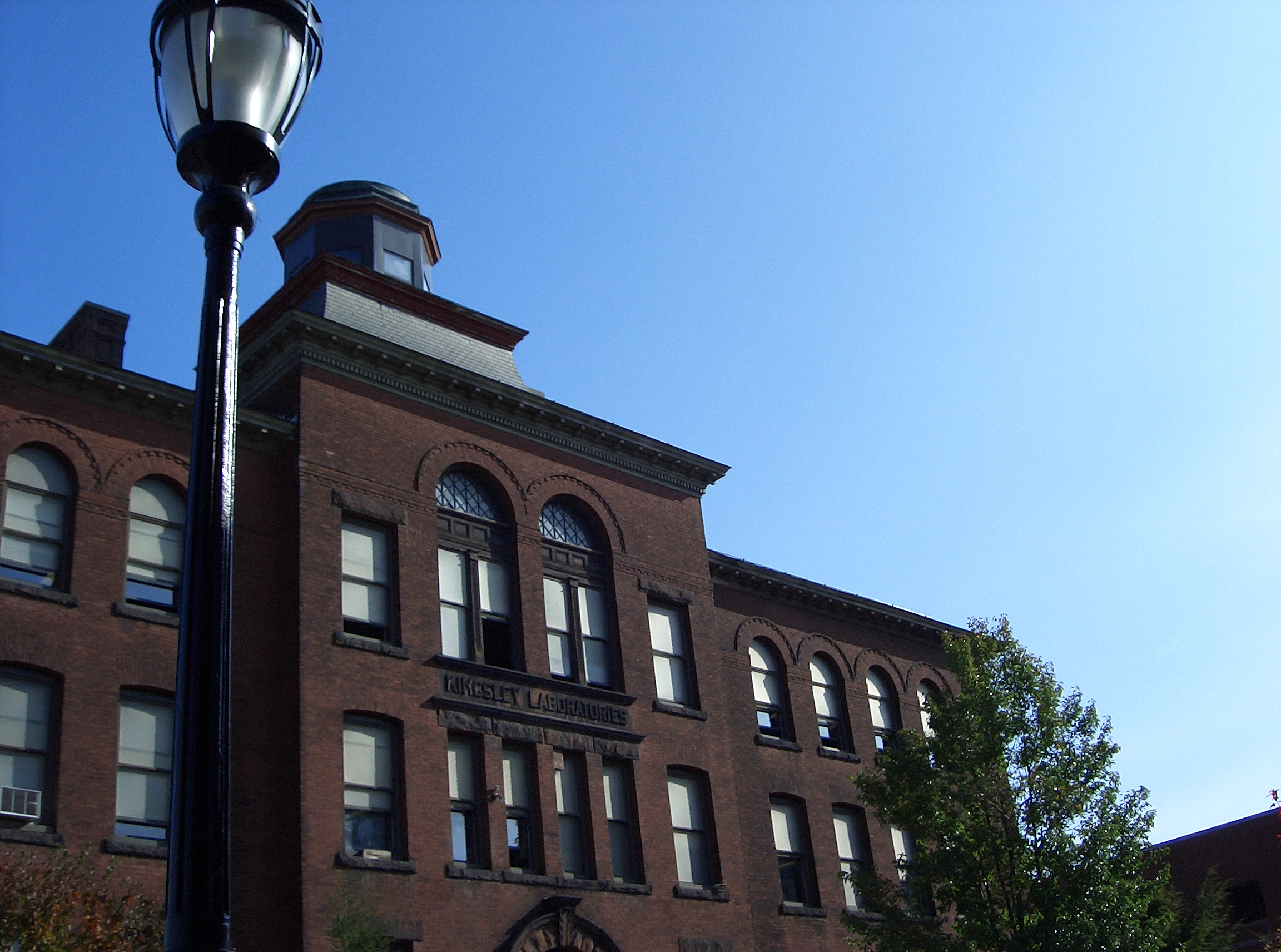
Kingsley Laboratories

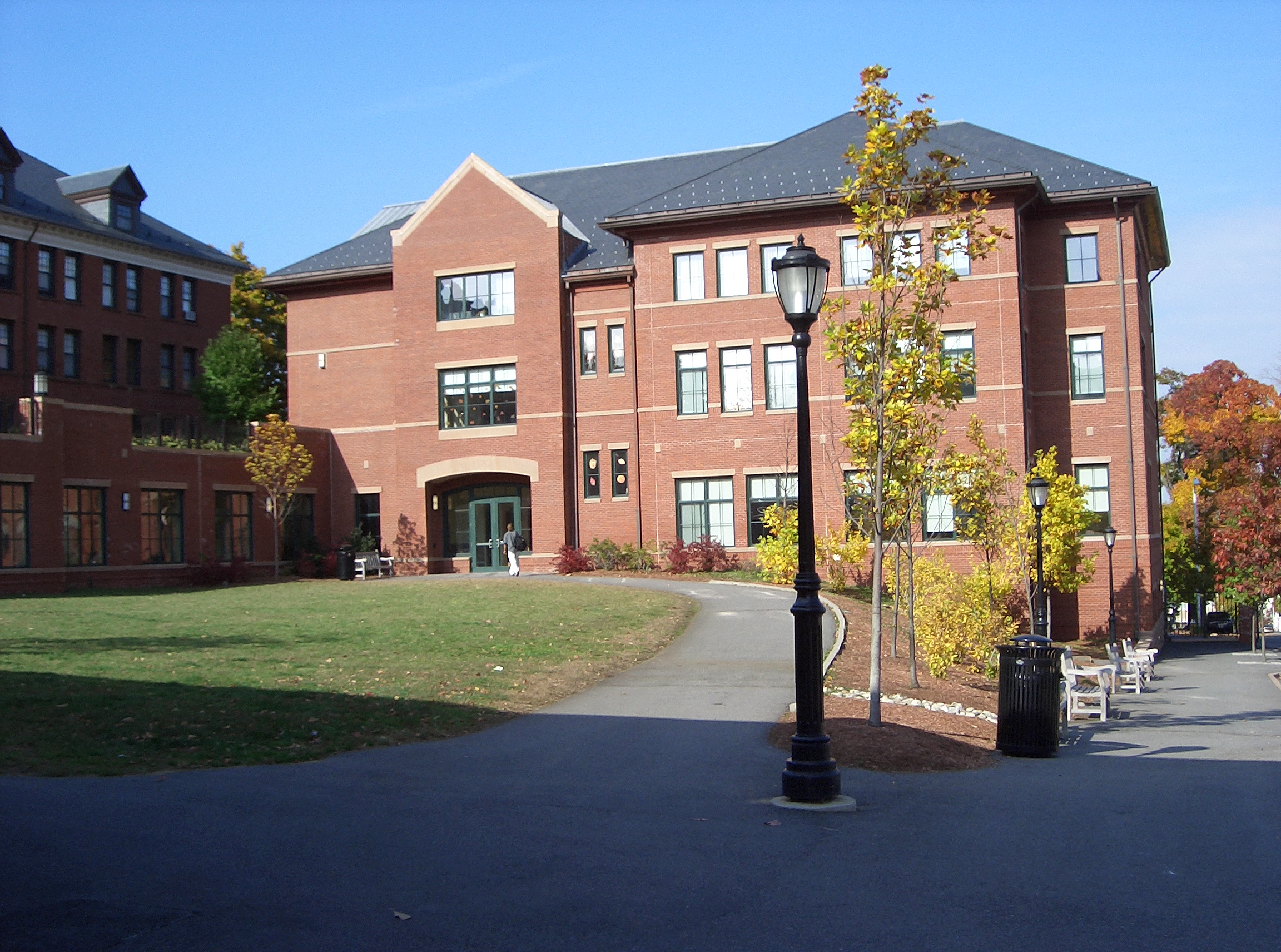
Rader Hall (Bibliothek)

Das Schulgelände der Worcester Academy ist derzeit auf vier Geländen verteilt: Das Hauptgelände, das Francis A. Gaskill Field (nur zwei Blocks von der Schule selbst entfernt), die New Balance Fields sowie ein renoviertes Haus nahe dem Campus, das hauptsächlich für administravie Zwecke und für die Betreuung der Ehemaligen gebraucht wird. 2006 kaufte die Schule noch zusätzliches Land zwischen Gaskill Field und dem Schulgelände, um dort Sportanlagen zu errichten.
Mehrere der alten Ziegelbauten auf dem Hauptgelände wurden in das amerikanische national historic register aufgenommen, darunter die Chester W. Kingsley Laboratories, die Joseph H. Walker Hall, die Reverend Robert J. Adams Hall sowie auch die William H. Dexter Hall. Der Rektor lebt in dem sogenannten Daniel W. Abercrombie House, benannt nach dem Leiter der Schule von 1882 bis 1918. Ein Neubau auf dem Campus ist die Harold G. "Dutch" Rader Hall, in welcher die Bibliothek und auch die Klassenzimmer der middle school angesiedelt sind. Auf dem Campus direkt neben der Walker Hall steht das Megaron, das zusammen mit der Adams Hall als Kantine dient.
Eines der bekanntesten und bemerkenswertesten Gebäude auf dem Campus ist das Lewis J. Warner Memorial Theater, ein Geschenk von Harry Warner, des damaligen Präsidenten der Warner Brothers Studios. Er widmete das Gebäude dem Andenken seines Sohnes Lewis Warner, der kurz nachdem er die Schule 1928 abgeschlossen hatte verstarb. Noch immer werden die (wöchentlichen) Schulversammlungen in diesem Theater abgehalten und auch für schuleigene Theater- bzw. Musicalproduktionen wird das Gebäude rege genutzt. Neben diesem Theater existiert auch noch das Andes Pit Theater im Keller der Walker Hall.

## Sport

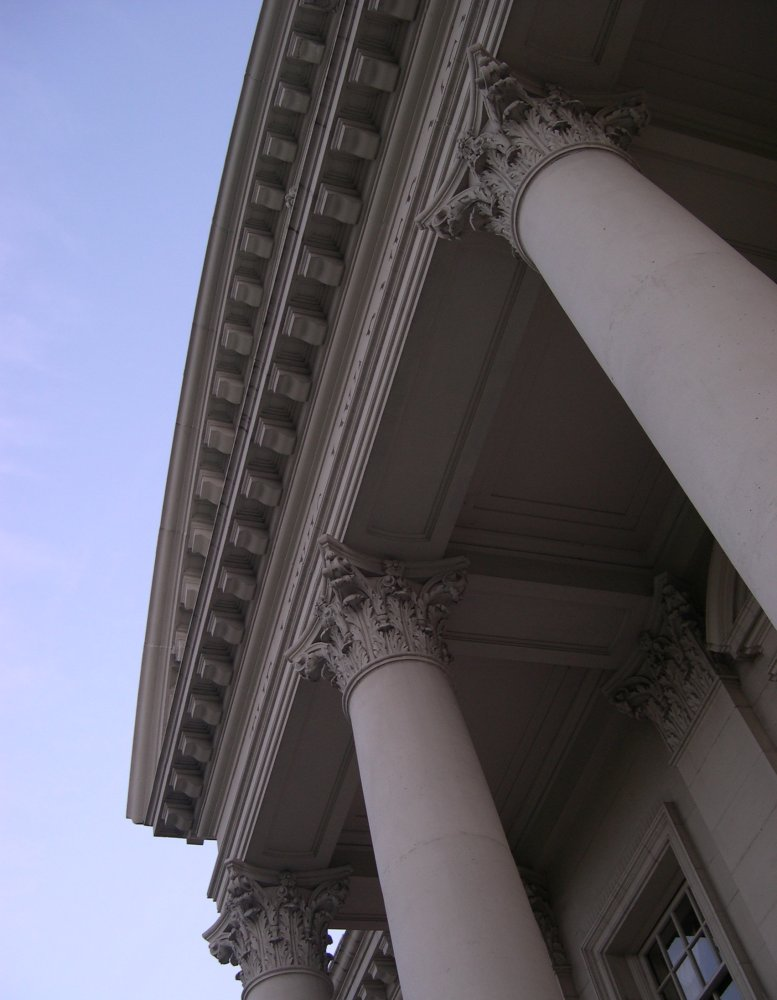
Warner Memorial Theater

Die Worcester Academy ist Mitglied des New England Preparatory School Athletic Council und tritt vor allem gegen die Phillips Exeter Academy, Phillips Academy Andover, Deerfield Academy, Cushing Academy, Lawrence Academy, Governor Dummer Academy, Loomis Chaffee und die Milton Academy an.
Die Schule bietet sehr diverse Sportangebote an, die von Basketball über Baseball bis hin zu Cross Country Lauf reichen. Die Schüler sind verpflichtet, in zwei von drei Trimestern entweder in ein Sportteam einzutreten oder in einer Theaterproduktion mitzuspielen.

## Sonstiges
Im September 2006 wurde die Worcester Academy vom Boston Magazine zur besten Schule für Mathematik und insgesamt auf Platz 16 der besten Privatschulen in der Nähe von Boston gewählt (und zur besten im County Worcester).
Der Campus der Academy wurde am 5. März 1980 als Historic District in das National Register of Historic Places eingetragen.

## Trivia
- 1992 wurden Teile des Filmes School Ties an der Schule gedreht.
- Der Arktisforscher Donald B. MacMillan war von 1903 bis 1908 im Lehrkörper und begleitete danach Robert Peary auf seinem Versuch, den Nordpol zu erreichen. Er spendete der Schule ein Kanu aus dieser Expedition, das nun im Megaron ist.
- Ein Balken im Megaron hat eine griechische Inschrift, die sich mit "Lasst hier nichts böses ein" übersetzen lässt.
- Im Megaron hängen Holztafeln mit den Namen der in den Weltkriegen gefallenen WA-Abgänger.

## Bekannte Ehemalige
Einige bekannte Abgängern (mit Jahr des Abschlusses) der Worcester Academy sind:
- Cole Porter 1909, Broadway Komponist
- Willis Goldbeck, 1910, Filmproduzent und Drehbuchschreiber
- Arthur Kennedy 1930, Theater- und Filmschauspieler
- Abbie Hoffman 1955, Polit- und Sozial-Aktivist in den 1960er Jahren
- Bill Toomey 1957, Goldmedaillengewinner im Zehnkampf bei den Olympischen Sommerspielen 1968
- Tom Holland 1962, Regisseur
- Stefan Lano 1970, Komponist, Korrepetitor und Dirigent
- Jim McGovern 1977, Politiker (Demokratische Partei), seit 1997 Mitglied des Repräsentantenhauses